# مایکل ویزاروف
مایکل ویزاروف (انگلیسی: Michael Visaroff؛ ‏ ۱۸ دسامبر ۱۸۹۲ – ۲۷ فوریهٔ ۱۹۵۱) یک هنرپیشه اهل روسیه - آمریکا بود. 
از فیلم‌هایی که وی در آن نقش داشته است، می‌توان به آدم‌کشی‌های کوچه بزرگ، دو شوالیه عرب، آخرین فرمان، زنگ‌ها برای که به صدا در می‌آیند، مراکش، فرشته، مادام کوری، رقاص‌های پنج سنتی، پاریس، دیزرائیلی، عجیب‌الخلقه‌ها، زن سال، سوئز، ۴ ابلیس، نیمه‌شب و بربرها اشاره کرد.